# Isabel Ice
Isabel Ice (Cardiff, 15 de abril de 1982) é uma atriz pornográfica galesa.

## Prêmios
- 2007: AVN Award – Best Sex Scene in a Foreign-Shot Production (Outnumbered #4)[1]
- 2007: UK Adult Film and Television Award - BGAFD Award – Best British Female [2]
- 2008: UK Adult Film and Television Award – Best Supporting Actress [3]